# Selenicereus wercklei
Selenicereus wercklei (F.A.C.Weber) Britton & Rose es una especie de planta fanerógama de la familia Cactaceae.

## Distribución
Es endémica de Costa Rica y México. Es una especie poco común en colecciones.

## Descripción
Es una planta  perenne carnosa expansiva con los tallos armados de espinas, de color verde y con las flores de color  blanco.

## Nombre común
- Español: flor de la luna

## Sinonimia
- Cereus wercklei